# 阿方西娜·斯托尔尼
阿方西娜·斯托爾尼（西班牙語：Alfonsina Storni，1892年5月22日—1938年10月25日），一译斯托尼，阿根廷女性作家，生于瑞士，后随家庭移民阿根廷，为阿根廷現代派文學的代表作家之一，其主要作品为诗歌《甜蜜的创伤》、《赭石》等。